# Electronic
Electronic – brytyjski zespół wykonujący muzykę w stylu rocka alternatywnego z elementami techno oraz house. Grupa została założona przez głównego kompozytora i wokalistę New Order, Bernarda Sumnera. Drugim założycielem tej supergrupy był Johnny Marr poprzednio uznany gitarzysta zespołu The Smiths. Tych dwóch artystów napisało większość materiału powstałego w latach 1989 do 1998. W tym czasie współpracowali z Neilem Tennantem z zespołu Pet Shop Boys w trzech utworach z pierwszej płyty oraz z byłym członkiem Kraftwerk Karlem Bartosem w dziewięciu piosenkach z 1995 roku.

## Historia
Dwóch założycieli zespołu spotkało się po raz pierwszy w roku 1984 kiedy gitarzysta the Smiths pracował nad utworem Quando Quango, którego producentem był właśnie Sumner. Wtedy powstał pomysł zespołu o nazwie Electronic, ale został on zrealizowany dopiero w 1988, kiedy to frontman New Order zaproponował gitarzyście współpracę przy jego solowym albumie. Ten pomysł szybko przerodził się w możliwość pełnej współpracy, stworzenia zespołu i wydania albumu długogrającego.
Zainspirowani ówczesnymi zespołami tanecznymi w stylu Italo disco oraz wykonawcami takimi jak Technotronic, postanowili początkowo wydać ten album w macierzystej dla Sumnera wytwórni Factory i pozostając anonimowi, aby nie zepsuć sobie własnej reputacji uzyskanej wraz z The Smiths oraz New Order. Utwór „Lucky Bag” i sama nazwa Electronic były pierwszymi efektami ich współpracy. Kiedy wokalista zespołu Pet Shop Boys Neil Tennant usłyszał o wspomnianej wcześniej kooperacji, od Marka Farrowa, który był projektantem okładki, zaproponował obu panom współpracę.
Już we trójkę panowie nagrali utwór „Getting Away with It”, debiutancki singel Electronic, który wydany w grudniu 1989 sprzedał się w około ćwierć miliona kopii. Piosenka ta była także hitem na amerykańskim Top 40 wczesną wiosną następnego roku. Po podjęciu decyzji o graniu przed koncertami zespołu Depeche Mode w Sierpniu 1990 trudno było dalej o anonimowość. W związku z powyższym, Sumner oraz Marr przyjęli bardziej komercyjny kierunek, mieszając syntetyzery, gitary i techniki analogowe co pozwolił podtrzymać etykietę nowoczesnego zespołu rocka alternatywnego.

### Electronic(1991)
Po prawie roku intensywnej pracy przy nagrywaniu (oraz osiemnaście miesięcy po singlu „Getting Away with It”), debiutancki album Electronic został wydany przy przychylnych recenzjach krytyków oraz sporym sukcesie komercyjnym, plasując się w Top 10 z singlem „Get the Message” oraz kolejnym w Top 40, o tytule „Feel Every Beat”. Album sprzedał się w nakładzie ponad miliona kopii i był największym sukcesem komercyjnym zespołu Electronic.
Sam album, który będąc bardziej nakierowany na połączenie rocka i popu, nie oznaczał dla jego twórców końca zainteresowań pierwotnym pomysłem tejże współpracy, a mianowicie łączenia elementów muzyki tanecznej. Electronic kontynuował ten pomysł poprzez zaproszenie DJ-ów do remiksów ich singli czy innych utworów. Należy dodać, że to zaproszenie było aktualne przez cały czas działalności zespołu Electronic, co zaowocowało dużą liczbą wersji ich utworów stworzonych przez wybitnych specjalistów w tej dziedzinie.
Po nagraniu i wypromowaniu pierwszego albumu, Marr oraz Sumner powrócili do ich pierwotnej stylistyki i pierwszy z nich nagrał album z zespołem The The a drugi z New Order. Ponowne spotkanie z Neilem Tennantem w 1992 roku zaowocowało nagraniem ich czwartego, najwyżej plasującego się na listach przebojów, singla „Disappointed”, który był promowany w krótkiej trasie koncertowej po Europie w grudniu 1992.

### Raise the Pressure(1994)
Zespół Electronic został reaktywowany kiedy panowie zakończyli swoje zajęcia w macierzystym stylu. Wtedy też, pod koniec 1994 roku, rozpoczęli pracę nad drugim albumem. Tym razem duet twórców wspomógł Karl Bartos, były perkusista i autor piosenek w zespole Kraftwerk (o którym wiadomo, że zarówno Sumner, jak i jego przyjaciel z Joy Division, wokalista Ian Curtis byli w tamtym czasie wielkim fanami).
Po długim okresie związanym z miksowaniem materiału, Raise the Pressure została ostatecznie wydana w lipcu 1996 przez Parlophone w Europie oraz Warner Bros. w Stanach Zjednoczonych, jako że Factory Records zbankrutowała w 1992 roku. Tak jak poprzednia płyta, ten krążek łączył w sobie muzykę taneczną z gitarą jako instrumentem prowadzącym. Z albumu wydano trzy single: „Forbidden City”, „For You” oraz „Second Nature”, wydany już w lutym 1997.

### Twisted Tenderness(1999)
Electronic nie promował poprzedniego albumu trasą koncertową, ale wystąpił na żywo w liczących się programach telewizyjnych, takich jak Top of the Pops oraz TFI Friday. Także szybko przystąpił do nagrywania trzeciego albumu. Było to spowodowane oczywiście zbyt długim procesem produkcji przy ostatnim albumie. Tym razem Marra i Sumnera wzmocniła sekcja rytmiczna w składzie: basista Jimi Goodwin z zespołu Doves oraz perkusista Ged Lynch z zespołu Black Grape. Wspólnie panowie nagrali płytę zatytułowaną Twisted Tenderness. Album nie spowodował powrotu popularności z początku lat dziewięćdziesiątych dla zespołu Electronic, ale został dobrze przyjęty przez krytyków.

### Zawieszenie działalności zespołu
W następnym roku Bernard Sumner skupił swą uwagę na zespole New Order i nagrywaniu album Get Ready, natomiast Marr założył nowy zespół o nazwie The Healers a obecnie jest członkiem Modest Mouse. Od tego momentu, status zespołu Electronic pozostaje nieznany, a jedynym objawem jego działalności był występ na koncercie charytatywnym Manchester v Cancer w Styczniu 2006, podczas którego Marr oraz Sumner zagrali z zespołem Doves. Warto też wspomnieć o wydaniu w tym czasie składanki Get the Message – The Best of. Obecnie nic nie wskazuje aby Sumner albo Marr powrócili do pracy w zespole Electronic.

## Dyskografia

### Albumy
| Tytuł                                    | Data wydania  | UK Albums | US Albums |
| ---------------------------------------- | ------------- | --------- | --------- |
| Electronic                               | Maj 1991      | 2         | 109       |
| Raise the Pressure                       | Czerwiec 1996 | 8         | 143       |
| Twisted Tenderness                       | Kwiecień 1999 | 9         | -         |
| Get the Message – The Best of Electronic | Wrzesień 2006 | 194       | -         |

### Single
| Utwór                                  | Data wydania | Album                      | UK singles | US Hot 100 | US Dance Play | US Dance Sales | US Modern Rock | AUS singles |
| -------------------------------------- | ------------ | -------------------------- | ---------- | ---------- | ------------- | -------------- | -------------- | ----------- |
| „Getting Away with It” (1990 US & AUS) | 1989         | -                          | 12         | 38         | 7             | 13             | 4              | 40          |
| „Get the Message”                      | 1991         | Electronic                 | 8          | -          | 8             | 15             | 1              | -           |
| „Tighten Up” (promo)                   | 1991         | Electronic                 | -          | -          | -             | -              | 6              | -           |
| „Feel Every Beat”                      | 1991         | Electronic                 | 39         | -          | 28            | -              | 27             | -           |
| „Disappointed”                         | 1992         | Wspaniały świat soundtrack | 6          | -          | 10            | 6              | 9              | -           |
| „Forbidden City”                       | 1996         | Raise the Pressure         | 14         | -          | -             | -              | -              | -           |
| „For You”                              | 1996         | Raise the Pressure         | 16         | -          | -             | -              | -              | -           |
| „Second Nature”                        | 1997         | Raise the Pressure         | 35         | -          | -             | -              | -              | -           |
| „Until the End of Time” (promo)        | 1997         | Raise the Pressure         | -          | -          | -             | -              | -              | -           |
| „Prodigal Son” (promo)                 | 1999         | Twisted Tenderness         | -          | -          | -             | -              | -              | -           |
| „Vivid”                                | 1999         | Twisted Tenderness         | 17         | -          | -             | -              | -              | -           |
| „Make It Happen” (promo)               | 1999         | Twisted Tenderness         | -          | -          | -             | -              | -              | -           |
| „Late at Night” (wycofany)             | 1999         | Twisted Tenderness         | -          | -          | -             | -              | -              | -           |